# Ẩn dụ
Ẩn dụ (tiếng Latinh là metaphoria, là một hình thái trong văn nói hay một cụm từ được dùng để thể hiện một cụm từ khác có cùng hoặc gần sắc thái nghĩa. Lối ẩn dụ này được sử dụng thường xuyên trong văn học, đặc biệt là thơ - một bài viết có ít từ vựng, nơi mà cảm xúc và những ý tứ trong nó lại được dùng để liên tưởng đến những vật hay đặc tính trong bài khác. Nó so sánh hai sự vật mà không dùng những cụm từ hoặc từ 'như', 'như là', 'giống như'. Khác với lối so sánh, lối ẩn dụ đạt tới một mức độ cao hơn. Thay vì yêu cầu chúng ta mô tả một sự vật, sự kiện một cách thông thường, lối ẩn dụ yêu cầu ta mô tả một sự vật, sự kiện mà lại lấy hình ảnh của sự vật sự kiện khác. Khái niệm ẩn dụ bắt nguồn từ tiếng Hy Lạp μεταφορά (metaphora), hay có nghĩa là "sự chuyển", hoặc trong nghĩa μεταφέρω (metaphero) có nghĩa là "suy ra, dịch ra" hoặc còn trong cụm nghĩa μετά (meta), "giữa" + φέρω (phero), "tạo ra".

## Cấu trúc
Cấu trúc ẩn dụ, theo I.A. Richards trong cuốn Tu từ học (The Philosophy of Rhetoric, 1936), bao gồm hai phần: "ý nghĩa" và "phương tiện biểu lộ". Ý nghĩa là điều ẩn chứa bên trong chủ thể. Còn phương tiện là thứ mà chủ thể dùng để truyền tải ý nghĩa. Cũng ám chỉ đến hai phần trên nhưng một số nhà văn thì lại lấy hai tên khác đặt cho chúng đó là nền tảng và lý luận. Có thể lấy ví dụ trong đoạn độc thoại "All the world's a stage" trích từ tác phẩm As You Like It:
All the world's a stage,

And all the men and women merely players;

They have their exits and their entrances; — (William Shakespeare, As You Like It, 2/7)
Tạm dịch là:
Thế giới chỉ như là sân khấu,

Và con người ta chỉ là những diễn viên

Chỉ đi ra hoặc đi vào sân khấu; - (William Shakespeare, As You Like It, 2/7)

## Ngôn từ và phân loại chi tiết
Nhìn chung thì lối ẩn dụ được coi là sinh động và có tính chủ động hơn lối suy diễn thông thường (trong khi lối ẩn dụ dùng với hai chủ thể có những điểm tương đồng thì lối suy diễn lại dùng cho hai chủ thể tương đối độc lập). Một số các phương pháp tu từ khác cũng dùng để so sánh các sự vật như là phép hoán dụ, phép so sánh, cách nói bóng gió hay kể cả chuyện ngụ ngôn bởi chúng có khá nhiều nét chung với lối ẩn dụ mặc dù cũng có một đôi nét khác biệt trong cách mà sự vật được so sánh.
Một cách khái quát nhất thì ẩn dụ có thể chia làm các loại sau:
- ngụ ngôn: là cách sử dụng các câu chuyện để truyền đạt ý nghĩa trong đó có mang những yếu tố đời sống hoặc những yếu tố mang nét kì diệu.
- nói lái: là cách pha trộn các lối ẩn dụ (do tự nghĩ ra hoặc tình cờ dùng sai phép tu từ)
- dùng tục ngữ: là một lối dùng tu từ khá nâng cao, bằng cách dùng một số câu thơ, vè,... để dạy hoặc truyền đạt một bài học ý nghĩa.

### Phân loại chi tiết
- Ẩn dụ hình thức (Ẩn dụ dựa vào sự tương đồng về hình thức giữa các sự vật, hiện tượng).

- Ẩn dụ cách thức (Ẩn dụ dựa vào sự tương đồng về cách thức thực hiện hành động).

- Ẩn dụ phẩm chất (Ẩn dụ dựa vào sự tương đồng về phẩm chất giữa các sự vật, hiện tượng).

- Ẩn dụ chuyển đổi cảm giác  (Ẩn dụ dựa vào sự tương đồng về cảm giác).

## Trong ngôn ngữ học cổ
Trong nhân xưng học (khoa học nghiên cứu các tên riêng), hay khái quát lên là trong ngôn ngữ học cổ, ẩn dụ được định nghĩa là sự thay đổi về ngữ nghĩa dựa trên những nét tương đồng, đó là những nét tương đồng về cấu tạo hoặc chức năng giữa khái niệm gốc, được gọi bằng một từ riêng và khái niệm cần diễn đạt, được gọi bằng từ khác. Ví dụ (xem phần Phân loại (theo văn phong Tiếng Việt)).

## Phân loại theo văn phong Tiếng Việt
Dựa trên tính giống nhau mà lối ẩn dụ áp dụng, có thể chia ẩn dụ thành các kiểu sau:
- Giống nhau về hình thức: Vì mũi là một bộ phận cơ thể có dạng nhọn nên có thể gọi các bộ phận nhọn nằm ở đầu của các sự vật là mũi: mũi thuyền, mũi dao, mũi kim... hoặc như răng lược, lá cờ, lá bài, cánh tay...
- Giống nhau về màu sắc: Ví dụ như màu da trời, màu da cam, màu cánh sen...
- Giống nhau về chức năng: trước đây đèn chủ yếu thắp bằng dầu, sau này các loại khác cũng được gọi bằng đèn như đèn pin, đèn điện...
- Giống nhau về thuộc tính nào đó: khô là tính chất ít hoặc không có nước, từ đó có thể nói lời nói khô, tức lời nói không có trọng lượng, không có tính thật; hoặc mực và thước là dụng cụ nghề mộc để lấy các đường thẳng, từ đó có anh ấy là con người mực thước, tức là con người thẳng thắn, đúng đắn.
- Giống nhau về đặc điểm bề ngoài nào đó: Thị Nở là nhân vật xấu xí trong truyện ngắn Chí Phèo, phụ nữ xấu có thể gọi là Thị Nở. Hoặc người phụ nữ hay ghen có thể gọi là Hoạn Thư.
- Giống nhau về nghĩa nhưng có sự trừu tượng hóa: hạt nhân cụ thể chỉ phần trung tâm của quả, có thể mang ý nghĩa trừu tượng để chỉ khái niệm trung tâm; hoặc như nắm con át chủ bài, sục sôi căm thù...
- Gọi tên con vật để chỉ người: ví dụ như đồ rắn độc, con mèo của anh...
- Chuyển tính chất của một vật sang một vật khác: gió gào thét, thời gian trôi mau...

Nói chung, ẩn dụ có thể xuất hiện ở danh từ (mũi, lá...), động từ (nắm, gào thét...) hoặc tính từ (khô...)

## Liên kết
1. ↑  The Oxford Companion to the English Language (1992) pp.653–55